# 玉野知義
玉野 知義（たまの ともよし、1876年（明治9年）2月8日 - 1945年（昭和20年）2月7日）は、明治後期から昭和前期の政治家、実業家。衆議院議員、岡山県会議長、岡山県和気郡片上町長。幼名・桃三郎。1886年（明治19年）家督を相続し知義に改名した。反木堂派として活動した。

## 経歴
岡山県和気郡東片上村（片上村、片上町、備前町を経て現備前市東片上）で、農業・玉野友吉、文の二男として生まれる。閑谷黌（閑谷学校）で学んだが中退し、片上郵便局勤務を経て和気郡書記に就任。
1900年（明治33年）片上町助役を経て1902年（明治35年）片上町長に就任し2年間在任。片上町会議員、和気郡会議員、同参事会員も務めた。1919年（大正8年）岡山県会議員に選出され3期連続して在任し、同参事会員、同議長も務めた。1920年（大正9年）片上町長に再任し1923年（大正12年）まで在任。この間、片上鉄道取締役として片上線敷設に尽力し、また片上湾浚渫を推進した。
実業界では、1904年（明治37年）ころに和気郡伊部村（現:備前市伊部）に備前土管会社を設立し、1906年（明治39年）片上町で酒造業を営み、1913年（大正2年）伊部町に瓦斯エンジン発電機の電灯会社を設け、その他、片上連合運送社長、岡山タクシー自動車社長などを務めた。
1928年（昭和3年）2月、第16回衆議院議員総選挙で岡山県第1区から立憲政友会公認で出馬して初当選。第20回総選挙でも再選され、議員倶楽部に所属し衆議院議員に通算2期在任した。1942年（昭和17年）の第21回総選挙でも立候補をしようとしたが、酒造業を切り盛りし玉野の政治資金を支えてきた妻・佐野の反対で断念し政界を引退した。

## 国政選挙歴
- 第15回衆議院議員総選挙（岡山県第3区、1924年5月、立憲政友会）次点落選[10]
- 第16回衆議院議員総選挙（岡山県第1区、1928年2月、立憲政友会公認）当選[8]
- 第17回衆議院議員総選挙（岡山県第1区、1930年2月、立憲政友会公認）次点落選[1][11]
- 第18回衆議院議員総選挙（岡山県第1区、1932年2月、立憲政友会）落選[1][12]
- 第20回衆議院議員総選挙（岡山県第1区、1937年4月、昭和会公認）当選[1][13]

## 親族
- 従兄弟 横山泰造（衆議院議員）[14]